# Stueningeria phaga
Stueningeria phaga is een vlinder uit de familie van de Metarbelidae. De wetenschappelijke naam van de soort is voor het eerst gepubliceerd in 1894 door Charles Swinhoe.
De soort komt voor in India (Assam, Meghalaya).